# Lolita Ayala
Dolores Ayala Nieto (Ciudad de México, 21 de mayo de 1951), conocida como Lolita Ayala, es una periodista y presentadora mexicana. Reconocida por haber sido locutora de los noticieros de alto rating en la barra nocturna de Televisa.

## Biografía y carrera

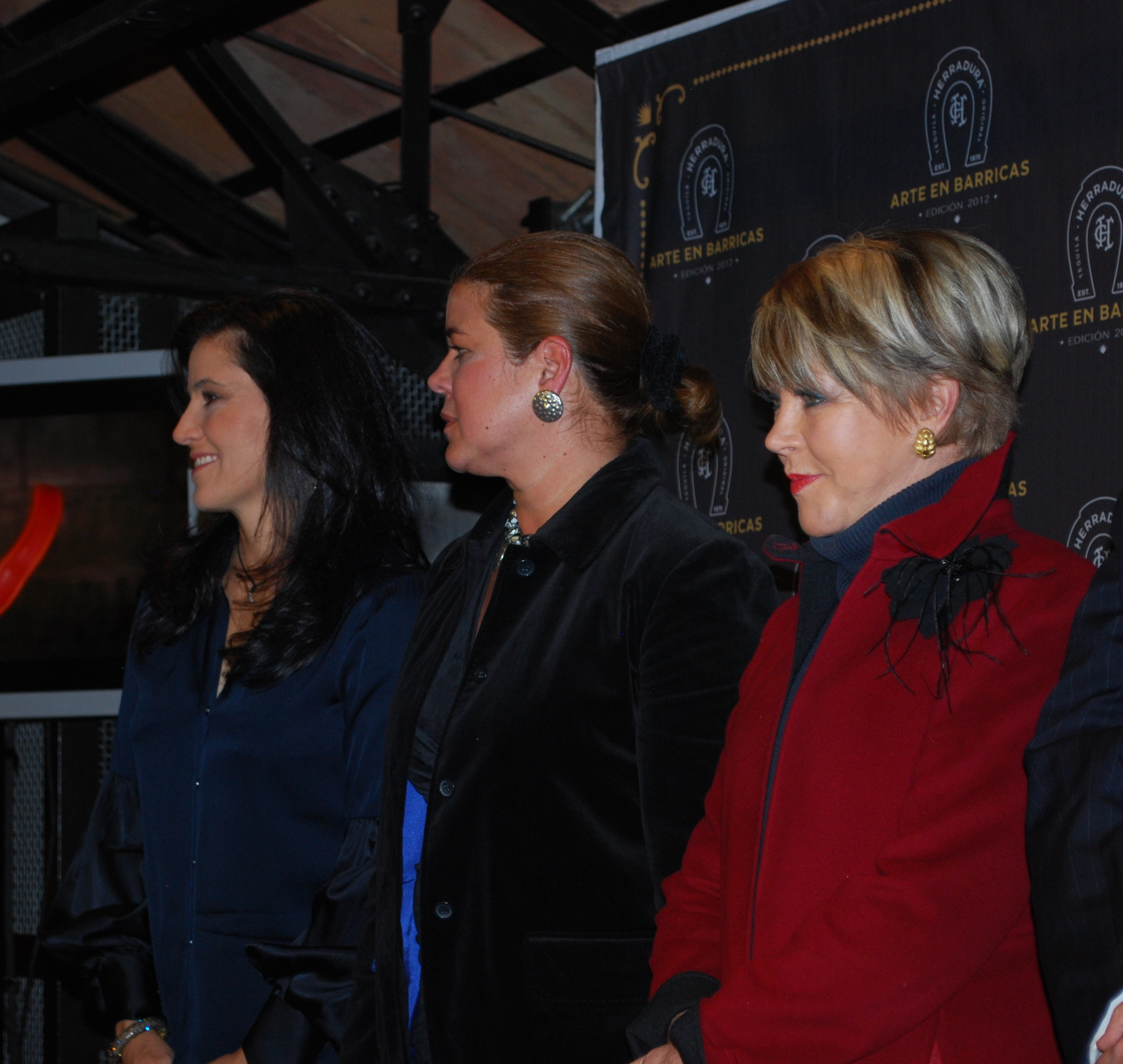
Ayala, a la derecha.

Cursó estudios universitarios en los Estados Unidos y periodismo en la Radiotelevisione Italiana, y trabajó en Televisa.
Sus comienzos en televisión fueron en el Teleperiódico de Notimex (canal 99). Entre 1972 y 1974, participó de varios noticieros, como En Punto y En contacto directo, y de otros programas, como Adivine mi chamba (con Paco Malgesto) y Cada noche (con Luis Spota).
En 1974, comenzó a trabajar en 24 horas, el cual era dirigido por Jacobo Zabludovsky, noticiero del que años después fue directora general. Después de los terremotos de México de 1985, creó la Fundación Sólo por Ayudar, a fin de dar un respaldo económico a miles de mexicanos. Es presidenta del Comité Pro Animal, e integró un Fondo para la Salud.
En 1987, asumió la conducción y dirección de Muchas Noticias, que después cambió de nombre por el de El Noticiero con Lolita Ayala. El 19 de agosto de 2016, fue su última emisión, y fue sustituida por Las Noticias, con Karla Iberia Sánchez.[cita requerida]
A finales de 2020, lanzó una tienda en línea de ropa, donde parte de las ganancias serían para su fundación Sólo por ayudar.

## Reconocimientos en México y en el extranjero
- Premio Arlequín 1998, por su trayectoria en la televisión.[6]
- Presea "Ciudad de México al Mérito Ciudadano" y Premio Génesis.[7]
- Cruz de la Orden de Malta de la Mujer, en el 2001.
- Busto en el Parque de los Periodistas Ilustres, en la Ciudad de México (2008).
- Premio Mujeres de Excelencia (2010).
- Premio Vida Vibrante y Premio Corazón de Plata, por su trabajo filantrópico y periodístico (2012).[8]

Fue reconocida por su trabajo por la Casa de la América Latina, en Monte Carlo.[cita requerida]

## Filmografía
- Muchas noticias / El Noticiero con Lolita Ayala (1987-2016)
- Aleluya (2000-2004)
- Teletón (2000)
- Teletón V (2001)
- La línea de Salud (2003)
- La inocencia perdida (2001)
- Las vías del amor (2002) – Invitada especial
- Incertidumbres, conflictos y videos (2004)
- Teletón X (2006)
- La rosa de Guadalupe (2008) (programa de televisión)
- Teletón XIII (2009)
- Hasta que el dinero nos separe (2009-2010)... Ella misma (aparece en el gran final)
- Una familia con suerte (2011-2012)... Ella misma
- Despierta (2011) (programa de televisión)
- Amores verdaderos (2012-2013)... Ella misma